# Manolis Piławow
Manolis Wasylowycz Piławow (ukr. Маноліс Васильович Пілавов, ur. 23 marca 1964 w Tetri Ckaro, zm. 3 lipca 2025 w Ługańsku) – separatysta i polityk nieuznawanej Ługańskiej Republiki Ludowej, od 2014 roku w ramach ŁRL szef administracji miasta Ługańska. Był prezesem klubu piłkarskiego Zoria Ługańsk i prezesem Związku Piłki Nożnej w Ługańsku.
Od 2015 roku był poszukiwany przez Służbę Bezpieczeństwa Ukrainy.

## Życiorys
W 1981 roku ukończył Wyższą Szkołę Budowlaną w Woroszyłowgradzie. Następnie uzyskał dyplom z budownictwa rolniczego w Instytucie Rolniczym w Ługańsku. Następnie służył w Armii Radzieckiej. Od października 1990 roku był prezesem spółdzielni mieszkaniowej w dzielnicy żowtniewskiej, a w 1998 roku został zastępcą kierownika wydziału mieszkalnictwa Miejskiego Komitetu Wykonawczego w Ługańsku. W 2001 roku ukończył studia na wydziale administracji publicznej Wschodnioukraińskiego Uniwersytetu Narodowego. Od czerwca 2002 roku był dyrektorem generalnym Regionalnego Przedsiębiorstwa Komunalnego Luhanskvoda.
W 2009 roku został prezesem Związku Piłki Nożnej w Ługańsku. Po przekazaniu przez Marynę Bukajewą praw na klub Zoria Ługańsk miejskim władzom, we wrześniu tego samego roku został wybrany jego prezesem.

### Działalność polityczna
W 1998 roku został pierwszym zastępcą przewodniczącego Rady Miasta Ługańsk. W kwietniu 2002 roku został powołany na zastępcę burmistrza Ługańska ds. działalności organów wykonawczych. W lutym 2004 roku został wiceprzewodniczący Kamennobrodskiej Rady Rejonowej w Ługańsku. W kwietniu 2006 roku mianowano go pierwszym zastępcą burmistrza Ługańska. Dołączył do Partii Regionów. W wyborach samorządowych w 2010 roku został wybrany radnym Ługańska.
W 2014 roku wspierał powstanie prorosyjskiej, separatystycznej Ługańskiej Republiki Ludowej. W sierpniu tego samego roku, po zatrzymaniu Serhija Krawczenki przez żołnierzy ukraińskich (w trakcie podjętej przez niego próby ucieczki z obwodu ługańskiego) przejął obowiązki burmistrza. 2 grudnia tego samego roku przewodniczący nieuznawanej Ługańskiej Republiki Ludowej Igor Płotnicki mianował szefem administracji miasta Ługańsk. Piławow zajmował to stanowisko do 8 listopada 2023.
Od 2015 roku, na podstawie art. 258 Kodeksu karnego Ukrainy był poszukiwany przez Służbę Bezpieczeństwa jako aktywny członek nielegalnej formacji zbrojnej. W lipcu 2018 roku Prokuratura Generalna złożyła do sądu wniosek o przeprowadzenie wobec Piławowa dochodzenia, zarzucając mu współudział w naruszaniu integralności terytorialnej Ukrainy, zdradę oraz nielegalne zajęcie budynków administracji państwowych i publicznych.

### Śmierć
Zginął 3 lipca 2025 w wyniku eksplozji materiału wybuchowego, w zamachu zorganizowanym przez SBU.

## Odznaczenia i wyróżnienia
- Order Bohatera Ługańskiej Republiki Ludowej II klasy (2015)[11]

## Życie prywatne
Był żonaty i miał dwóch synów.